# Taxila cesennia
Taxila cesennia är en fjärilsart som beskrevs av Doubleday 1847. Taxila cesennia ingår i släktet Taxila och familjen Riodinidae. Inga underarter finns listade i Catalogue of Life.